# Emilio Rodríguez
Emilio Rodríguez Barros (* 28. November 1923 in Ponteareas; † 21. Februar 1984 ebenda) war ein spanischer Radrennfahrer.
Emilio Rodríguez stammt aus einer sehr Radsport begeisterten galicischen Familie.
Seine Brüder Delio (1916–1994), Pastor (* 1922) und Manolo (1926–1997) waren ebenfalls Radrennfahrer. Während sein noch erfolgreicherer Bruder Delio ein exzellenter Sprinter und Rouleur war, lagen Emilios Stärken mehr in den Bergen. So gewann er die Bergwertung der Vuelta a España 1946, 1947 und 1950. 1950 gewann er auch die Gesamtwertung vor seinem Bruder Manolo. Er holte dabei auch fünf Etappen-Siege. Ein weiterer Vuelta Etappen-Sieg gelang ihm 1947. Wie sein Bruder Delio gewann er in seiner von 1945 bis 1958 dauernden Karriere auch mehrere regionale Rundfahrten in Spanien. Als einziger der Brüder nahm er an der Tour de France teil, allerdings ohne großen Erfolg.